# عملیات ردا

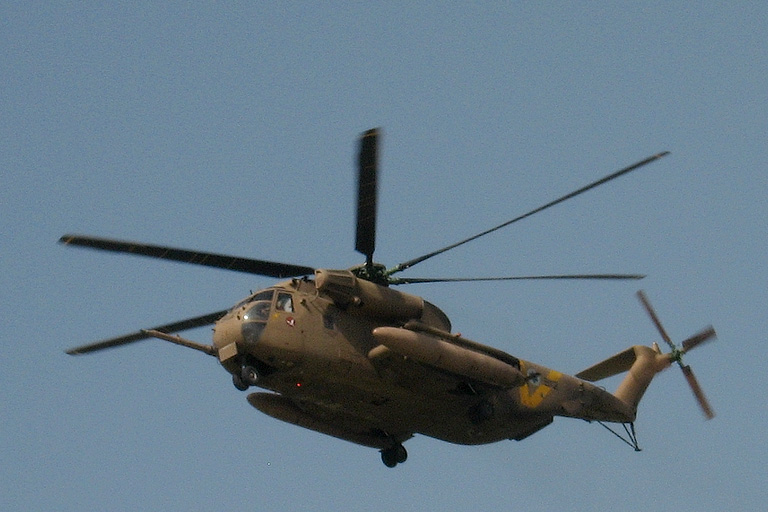
یک بالگرد در عملیات ردا

عملیات ردا (عبری: כתונת‎، Ketonet, انگلیسی: Operation Gown) عملیاتی نظامی بود که در عمق سوریه خاک سوریه توسط سایرت تزانهانیم (چتربازان) ارتش اسرائیل انجام شد، افراد شرکت کننده در این عملیات از گروه شناسایی و تجسس تیپ چتربازان نیروهای دفاعی اسرائیل بودند. این عملیات در ۱۲ اکتبر ۱۹۷۳ و در طول جنگ یوم کیپور انجام شد. چتربازان یک پل را در منطقه‌ای که مرز سه کشور عراق، سوریه و اردن واقع شده بود از بین بردند. انجام این عملیات باعث اختلال در روند انتقال سلاح و نفرات به سوریه و متحدان این کشور شد.